# Aérodrome de Pemba (Mozambique)
Ne doit pas être confondu avec Aérodrome de Pemba Karume (Tanzanie).
L'aérodrome de Pemba (code IATA : POL • code OACI : FQPB) est un petit aéroport international desservant Pemba, au Mozambique.

## Situation
| Île Bazaruto Beira Chimoio Inhambane Lichinga Nacala Nampula Pemba Quélimane Tete-Chingozi Vilanculos Maputo |

## Compagnies aériennes et destinations
| Compagnies              | Destinations                                                                        |
| ----------------------- | ----------------------------------------------------------------------------------- |
| Airlink                 | Johannesbourg OR Tambo                                                              |
| LAM Mozambique Airlines | Beira, Dar es Salam-J. Nyerere, Johannesbourg OR Tambo, Maputo, Nairobi-J. Kenyatta |

Édité le 28/12/2020  Actualisé le 4/11/2023

## Statistiques
Le graphique qui aurait dû être présenté ici ne peut pas être affiché car il utilise l'ancienne extension Graph, désactivée pour des questions de sécurité. Des indications pour créer un nouveau graphique avec la nouvelle extension Chart sont disponibles ici.

Voir la requête brute et les sources sur Wikidata.